# Fregata typu 054
Fregata typu 054 (v kódu NATO: třída Jiangkai I) je třída víceúčelových raketových fregat Námořnictva Čínské lidové osvobozenecké armády. Jejich hlavní nevýhodou je slabá protivzdušná a protiponorková výzbroj. Proto výroba přešla, už po dokončení prvních dvou jednotek, na výrazně modernější verzi typ 054A. Obě postavené fregaty jsou stále v aktivní službě.

## Stavba
Na stavbě této třídy se podílely dvě loděnice – Hudong-Zhonghua v Šanghaji a Huangpu v Kantonu. Postaveny byly dvě jednotky. Kýl Ma-an-šan (525) byl založen v roce 2002, trup byl na vodu spuštěn v roce 2003 a do služby fregata vstoupila 18. února 2005. Stavba druhé jednotky Wen-čou (526) byla zahájena v roce 2003 do služby loď vstoupila v 26. září 2006. Následně byla zahájena stavba zdokonalených fregat typu 054A s modifikovanou výzbrojí a elektronikou.

## Jednotky
| Jméno           | Založení kýlu | Spuštěna           | Vstup do služby | Status  |
| --------------- | ------------- | ------------------ | --------------- | ------- |
| Ma-an-šan (525) | 2002          | 11. září 2003      | 18. února 2005  | aktivní |
| Wen-čou (526)   | 2003          | 30. listopadu 2003 | 26. září 2006   | aktivní |

## Konstrukce

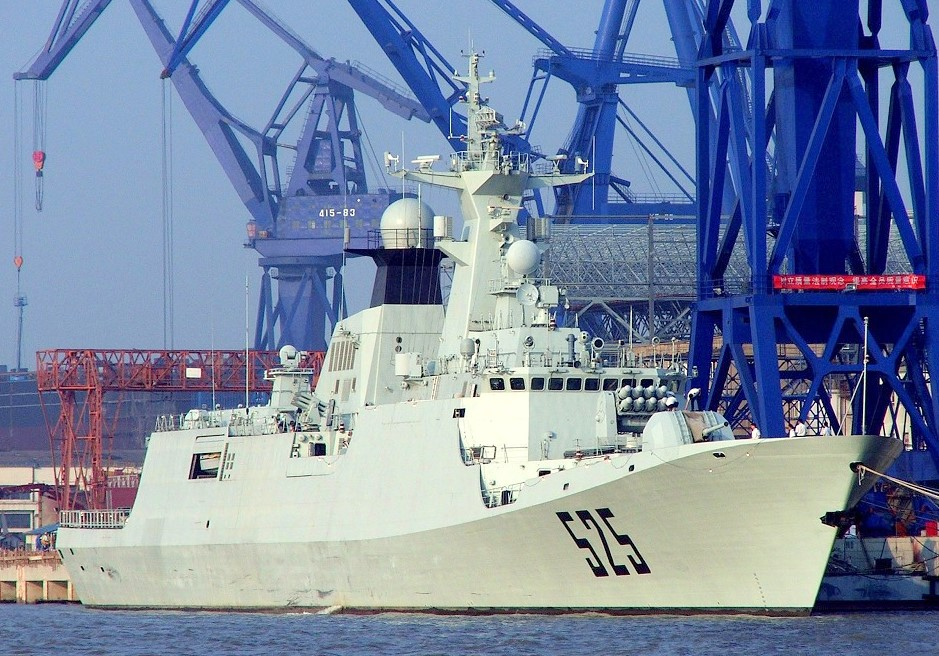
Ma-an-šan (525)

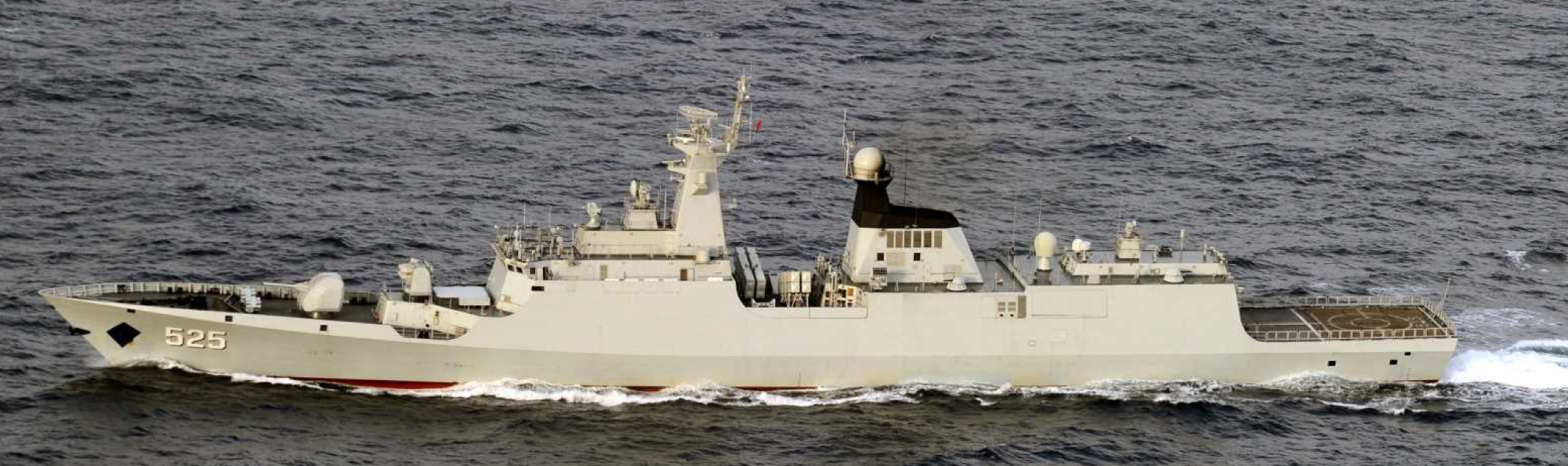
Ma-an-šan (525)

Fregaty typu 054 představují generační zlom ve vývoji čínských fregat. Například u nich byl použit nový rozměrnější trup, dostatečně prostorný pro nejmodernější výzbroj a budoucí modernizace. Zlepšily se také nautické vlastnosti lodí. V konstrukci fregat jsou navíc uplatněny prvky snižující jejich radarový odraz, přičemž ty svým tvarováním vzdáleně připomínají francouzskou třídu La Fayette. Nástavby mají zjednodušené tvary a jsou sestavené z rovinných ploch odkloněných od kolmice. Většina palubního vybavení a část výzbroje jsou ukryty. Rovněž dělová věž je tvarovaná s cílem snížit její radarový odraz. Přesto však není konstrukce zcela dotažena a na plavidlech je řada detailů, které radarový odraz lodí zvyšují. Rozměry a výkony fregatu kvůli silnému utajení pouze odhady vojenských analytiků.
V příďové dělové věži se nachází jeden víceúčelový 100mm kanón typu 210. Na plošině za dělovou věží je umístěno osminásobné vypouštěcí zařízení protiletadlových řízených střel krátkého dosahu HQ-7. Za ním je automatický nabíjecí systém pro 16 rezervních střel (celkem 24). Ve středu trupu se nachází dvě čtyřnásobná odpalovací zařízení protilodních střel YJ-83 s dosahem 200 kilometrů. Pro bodovou obranu slouží čtyři 30mm hlavňové systémy blízké obrany H/PJ-13 (licenční výrobek systémy AK-630M). K ničení ponorek slouží dva trojhlavňové 324mm protiponorkové torpédomety pro lehká protiponorková torpéda Jü-7 (derivát amerických Mk 46). Na přídi před dělovou věží fregaty se také nachází dva šestinásobné 240mm vrhače typu 87 (derivát ruských RBU-1200) pro raketové hlubinné pumy. Na zádi se nachází přistávací plocha a hangár pro jeden protiponorkový vrtulník Z-9C Chaj-tchun či Kamov Ka-28.
Pohonný systém je koncepce CODAD. Dva diesely Shaanxi-SEMT-Pielstick 16PA6V-280STC, každý o výkonu 7040 hp, se používají pro ekonomickou plavbu, přičemž v bojové situaci se zapojí další dva diesely stejného typu. Lodní šrouby jsou dva. Nejvyšší rychlost je odhadem 30 uzlů.